# Jeff Heerema
Jeffrey „Jeff“ Heerema (* 17. Januar 1980 in Thunder Bay, Ontario) ist ein ehemaliger kanadischer Eishockeyspieler mit niederländischer Staatsbürgerschaft, der im Verlauf seiner aktiven Karriere zwischen 1997 und 2012 unter anderem 32 Spiele für die Carolina Hurricanes und St. Louis Blues in der National Hockey League (NHL) auf der Position des rechten Flügelstürmers bestritten hat. Zudem absolvierte Heerema 412 Partien in der American Hockey League (AHL) und stand in 115 weiteren für die Frankfurt Lions in der Deutschen Eishockey Liga (DEL) auf dem Eis. Er ist der Cousin der Staal-Brüder Eric, Marc, Jordan und Jared, die allesamt professionelle Eishockeyspieler sind.

## Karriere
Heerema begann seine Karriere im Sommer 1997 in der kanadischen Juniorenliga Ontario Hockey League (OHL) bei den Sarnia Sting. Aufgrund guter Leistungen wurde der Flügelstürmer während des NHL Entry Draft 1998 in der ersten Runde an elfter Stelle von den Carolina Hurricanes aus der National Hockey League (NHL) ausgewählt. Drei Jahre später wechselte der Kanadier nach Carolina, wo er aber zunächst überwiegend im Farmteam, den Lowell Lock Monsters, in der American Hockey League (AHL) zum Einsatz kam. In der Saison 2002/03 kam der Rechtsschütze schließlich auch auf zehn Einsätze in der NHL, in denen er drei Tore erzielen konnte.
Ein Jahr später schloss sich Heerema den St. Louis Blues an, für die er 22 Spiele absolvierte und drei Scorerpunkte erzielte. In den folgenden Jahren wechselte der Angreifer mehrmals den Verein, Stationen waren unter anderem die Binghamton Senators, das Farmteam der Ottawa Senators. Da er allerdings nach wie vor nur selten in der NHL eingesetzt wurde, entschied sich Heerema im Sommer 2007 für einen Wechsel nach Europa und unterschrieb einen Vertrag bei den Frankfurt Lions aus der Deutschen Eishockey Liga (DEL). Gleich in seiner ersten Spielzeit für die Hessen erzielte der Stürmer in 50 Spielen 41 Scorerpunkte und war damit einer der punktbesten Spieler im Team. Nach einem weiteren Jahr in der Main-Metropole lief der Kanadier eine Saison für den kroatischen Hauptstadtklub KHL Medveščak Zagreb in der österreichischen Erste Bank Eishockey Liga (EBEL). Danach ließ er seine Karriere zwei Jahre bei den Nottingham Panthers in der britischen Elite Ice Hockey League (EIHL) ausklingen und beendete im Sommer 2012 im Alter von 32 Jahren seine Laufbahn als Aktiver.

## Erfolge und Auszeichnungen
- 1998 Teilnahme am CHL Top Prospects Game
- 1998 OHL Second All-Rookie Team
- 2011 EIHL-Challenge-Cup-Gewinn mit den Nottingham Panthers
- 2011 EIHL-Playoffgewinn mit den Nottingham Panthers

## Karrierestatistik
(Legende zur Spielerstatistik: Sp oder GP = absolvierte Spiele; T oder G = erzielte Tore; V oder A = erzielte Assists; Pkt oder Pts = erzielte Scorerpunkte; SM oder PIM = erhaltene Strafminuten; +/− = Plus/Minus-Bilanz; PP = erzielte Überzahltore; SH = erzielte Unterzahltore; GW = erzielte Siegtore; 1 Play-downs/Relegation; Kursiv: Statistik nicht vollständig)